# لوري كولين
لوري كولين هي مغنية وكاتبة غنائية كندية، ولدت في 1973.

## وصلات خارجية
- الموقع الرسمي
- لوري كولين على موقع ميوزك برينز (الإنجليزية)